# 시민연대계약
시민연대계약(프랑스어: pacte civil de solidarité, PACS, 영어: civil solidarity pact) 또는 공동생활약정은 프랑스에서 시행 중인 두 이성 또는 동성 성인간의 시민 결합 제도이다. 다른 국가들의 시민 결합 제도와 마찬가지로 법적 권리와 의무가 주어지지만 결혼보다는 제한적이다. 프랑스 의회는 동성 커플에게도 법적 지위를 주기 위해 1999년 11월 시민연대계약법을 입법하였다.
2012년 통계에 의하면 시민연대계약을 맺은 커플 중 94%가 이성애자 커플이다. 두 성인간 시민연대계약은 보통 법원에서 신고해야하며 몇몇 지방에서는 결혼식처럼 시청에서도 일종의 식을 올릴 수 있다. 2006년부터 정부 통계자료에서 시민연대계약을 맺은 개개인은 독신자로 분류되지 않으며, 출생신고서에서도 시민연대계약 지위가 기록된다.

## 역사
1998년 10월 당시 프랑스 사회당과 총리 리오넬 조스팽의 주도 하에 시민연대계약 입법 시도가 있었지만, 시민연대계약법이 프랑스에 위협이 될 수 있다며 크리스티나 부탕 등 LGBT 인권 증익에 반대하는 보수우파의 반대에 실패하였다.
시민연대계약법은 결국 1999년 11월 논란 끝에 의회에서 표결이 이루어지며 가결되었다. 프랑스 기독민주당 소속의 크리스티나 부탕 국회의원은 표결 전 성경을 들고 5시간 동안 연설을 하며 '동성애를 인정하고 정당화하는 모든 문명은 쇠퇴될 것이다.'라고 주장하였다. 반대자들은 거리 시위를 조직하였으나 참여한 시민의 숫자는 매우 저조하였다. 당시 시민연대계약에 반대하였던 크리스티나 부탕이나 다른 정치인들도 지금은 이 제도를 공개적으로 수용하고 있다.
2004년 공개된 프랑스 법무부의 보고서는 시민연대계약을 '많은 필요성에 상응하며 지속적인 새로운 혼인 관계'라고 묘사하였다. 2004년 12월 프랑스 정부는 시민연대계약에서 보장하는 권리를 확대하려는 계획을 세웠으나, LGBT 단체들은 동성 결혼의 필요성에 대한 논의를 잠재우려는 전략이라며 비판하였다.
2006년 1월 25일 프랑스 의회에서 '아동의 권리와 가족 보고서'가 발간되었다. 의회의 관할 위원회는 재산과 상속, 세제 혜택 등의 권리에서 시민연대계약을 확대할 것을 권장하였으나 동성 결혼과 동성 커플의 입양권, 인공 수정 허가를 금지 하도록 요구하였기 때문에 좌파의 반대로 거부되었다.
시민연대계약 제도는 2013년 합법화된 동성 결혼과 별도로 계속 유지 된다.

## 통계

시민연대계약(빨강) 결혼(파랑)

2004년 프랑스 경제통계 조사기관(INSEE)의 통계에 의하면 프랑스의 결혼율은 2000년도부터 매년 하락하고 있다.
프랑스에서는 2004년에만 266,000여 건의 결혼이 신고되었으며 이는 2003년보다 5.9% 감소한 수치이다. 반면 시민연대계약을 맺은 커플의 숫자는 2001년을 제외하고 매년 증가하고 있다. 시민연대계약 커플은 2001년과 2002년 사이 29%가, 2002년과 2003년 사이에는 25%가 증가하였다. 또한 시민연대계약 10건 중 1건이 해지된 것으로 나타났다. 이는 결혼한 셋 중 한 부부가 이혼하는 비율보다 적다.
| 연도 | 동성간 시민연대계약 커플의 수 | 이성간 시민연대계약 커플의 수 | 총 시민연대계약 커플의 수 | 이성간 결혼한 부부의 수 | 동성간 시민연대계약 커플의 비율 [%] |
| ---- | ----------------------------- | ----------------------------- | ------------------------- | ----------------------- | ----------------------------------- |
| 2000 | 5 412                         | 16 859                        | 22 271                    | 305 234                 | 1,65                                |
| 2001 | 3 323                         | 16 306                        | 19 629                    | 295 720                 | 1,05                                |
| 2002 | 3 622                         | 21 683                        | 25 305                    | 286 169                 | 1,16                                |
| 2003 | 4 294                         | 27 276                        | 31 570                    | 282 756                 | 1,37                                |
| 2004 | 5 023                         | 35 057                        | 40 080                    | 278 439                 | 1,58                                |
| 2005 | 4 865                         | 55 597                        | 60 462                    | 283 036                 | 1,42                                |
| 2006 | 5 071                         | 72 276                        | 77 347                    | 273 914                 | 1,44                                |
| 2007 | 6 221                         | 95 770                        | 101 992                   | 273 669                 | 1,66                                |
| 2008 | 8 194                         | 137 774                       | 145 938                   | 265 404                 | 1,99                                |
| 2009 | 8 436                         | 166 184                       | 174 584                   | 251 478                 | 1,98                                |
| 2010 | 9 145                         | 196 416                       | 205 561                   | 251 654                 | 2,00                                |

## 현황
현대 프랑스의 많은 커플들은 결혼보다 시민연대계약을 더 선호하는 경향이 있다. 특히 원래 동성 커플을 위했던 목적과 달리 대부분의 시민연대계약은 주로 이성 커플에서 이루어지고 있다. 이는 이성간 시민연대계약 커플의 비율이 2000년 75%에서 2009년 95%로 상승한 것을 보면 알 수 있다. 이러한 사회적 현상과 함께 불어에서는 신종 단어 'se pacser'(IPA: [pakse], '시민연대계약을 하다.')가 생겨났다.

## 같이 보기
- 프랑스의 동성 결혼